# Fra Diavolo
Fra Diavolo właśc. Michele Pezza (ur. 7 kwietnia 1771, zm. 11 listopada 1806) – włoski bandyta, który podczas wojen napoleońskich stanął na czele neapolitańskiego ruchu oporu przeciwko okupacji francuskiej. Jego przydomek Fra Diavolo oznacza po włosku Brat Diabeł (słowo Fra używano po włosku przed imionami braci zakonnych, diavolo znaczy 'diabeł'). W 1806 roku został przez Francuzów ujęty i powieszony. Był bohaterem legend ludowych i utworów muzycznych.